# جيان ماركو بيتشيوني
جيان ماركو بيتشيوني (بالإيطالية: Gianmarco Piccioni)‏ هو لاعب كرة قدم إيطالي في مركز الهجوم، ولد في 18 يوليو 1991 في سان بينيدتو دل ترونتو في إيطاليا. لعب مع نادي بالزان ونادي بوليتكنيكا ياش ونادي ريميني ونادي شومن للمحترفين 2010 ويو تي أي أراد.

## وصلات خارجية
- جيان ماركو بيتشيوني على موقع قاعدة بيانات كرة القدم.إي يو (الإنجليزية)
- جيان ماركو بيتشيوني على موقع Soccerway.com (الإنجليزية)
- جيان ماركو بيتشيوني على موقع عالم كرة القدم.نت (الإنجليزية)
- جيان ماركو بيتشيوني على موقع GSA (الإنجليزية)